# Сент-Клэр, Артур
Артур Сент-Клэр (англ. Arthur St. Clair; 23 марта 1736 или 1737, Терсо, Великобритания — 31 августа 1818, Гринсберг, Пенсильвания) — британский и американский военачальник шотландского происхождения. Он служил в британской армии во время войны с французами и индейцами, после чего поселился в Пенсильвании. В годы войны за независимость США стал генералом, но лишился должности после того, как сдал форт Тикондерога. После войны служил президентом Континентального Конгресса, в 1788 году стал губернатором Северо-Западной территории. В 1791 году потерпел поражение от индейцев в сражении, известном как Битва на реке Уобаш. Впоследствии он оказался в конфликте с администрацией Джефферсона и был снят с должности губернатора в 1802 году.

## Ранние годы
Родился в Терсо (Шотландия). Точная дата его рождения и подробности ранней жизни неизвестны, но есть информация, что он был сыном торговца и изучал медицину в Эдинбургском университете. В 1757 году Сент-Клэр купил офицерское звание и вступил в Королевский американский полк, который был отправлен в Америку вместе с эскадрой адмирала Боскауэна. Он принял участие в Франко-индейской войне, служил в армии генерала Джеффри Амхерста и участвовал во взятии Луисбурга 26 июля 1758 года. 17 апреля 1759 года получил звание лейтенанта, и поступил под командование генерала Джеймса Вольфа. Участвовал в сражении на полях Авраама и во взятии Квебека.
В 1762 году вышел в отставку и поселился в колонии Пенсильвания, где купил земли и занялся хозяйством.

## Война за независимость
Уже к середине 1770-х годов он почувствовал себя американцем, поэтому после начала в 1776 году Войны за независимость присоединился к повстанцам и получил сначала под командование 3-й пенсильванский полк, а затем был произведён в генерал-майоры Континентальной армии, но в 1777 году войска под его командованием не смогли отстоять форт Тикондерога, вследствие чего он был предан военному суду и отстранён от командования боевыми операциями, однако на службе остался.

## Президент Континентального Конгресса
После завершения войны в 1783 году был сначала членом Пенсильванского совета цензоров, затем делегатом на Конгрессе Конфедерации, в 1787 году на год был избран президентом Континентального конгресса.

## Губернатор
В следующем году получил назначение губернатором Северо-Западной территории (включавшей нынешние штаты Огайо, Индиана, Иллинойс и Мичиган), где построил себе поместье. На посту губернатора предпринял несколько успешных экспедиций против индейских племён, но из-за федералистских взглядов и враждебности в отношениях с администрацией президента Джефферсона в 1802 году был отстранён от должности губернатора. Умер в своём доме в нищете.

## Наследие
В честь Артура Сент-Клэра названы несколько населённых пунктов в штатах Пенсильвания и Огайо, а также 4 округа в штатах:
- Сент-Клэр, округ, Алабама
- Сент-Клэр, округ Иллинойс
- Сент-Клэр, округ Миссури
- Сент-Клэр, округ Мичиган